# Tony Kaye (muzikant)
Anthony John Kaye (Leicester, 11 januari 1946) is een Britse rocktoetsenist.

## Biografie
Kaye had al op 4-jarige leeftijd pianoles. Op 12-jarige leeftijd speelde hij al concerten en ging hij naar de London School of Music om concertpianist te worden. Op 15-jarige leeftijd begon hij zich te interesseren voor jazz en voor de jonge popmuziek en voegde hij zich bij het Danny Rogers Orchestra. Drie jaar later beëindigde hij zijn carrière als concertpianist.

### Met Yes
Tijdens de jaren 1960 speelde hij met het Johnny Taylor's Star Combo en later nam hij met minstens drie verschillende bands enkele singles op, voordat hij in 1968 werd uitgenodigd door Chris Squire om mee te doen bij diens nieuwe band Yes. De vijf muzikanten van de oorspronkelijke Yes-bezetting (Tony Kaye, Peter Banks (gitaar), Chris Squire  (basgitaar), Jon Anderson (zanger) en Bill Bruford (drums)) brachten vervolgens de twee albums Yes en Time and a Word en enkele singles uit. Voor het tweede album werden klassieke muzikanten ingehuurd, jonge studenten van een nabijgelegen conservatorium, die vooral de gitaarparts grotendeels vervingen resp. noot voor noot afdekten, hetgeen ertoe leidde dat gitarist Banks de band verliet.
In 1971 bracht Yes het derde album The Yes Album uit met de nieuwe gitarist Steve Howe. Het eerste nummer op het album, Yours Is No Disgrace, was het eerste nummer waaraan Kaye ook mede-componeerde. Maar na het laatste concert van het jaar in Crystal Palace werd Kaye verzocht om de band te verlaten. Persoonlijke en muzikale problemen met Steve Howe en zijn afkeer van de nieuw aangekondigde instrumenten synthesizer en mellotron waren daarvoor doorslaggevend. Enkele songs van het volgende album Fragile had Kaye nog mede gerepeteerd, zoals het epische nummer Heart of the Sunrise. De keyboardparts werden echter nieuw opgenomen door Kaye's opvolger Rick Wakeman.

### Met andere bands
Eerst speelde hij als gastmuzikant op het eerste album van Flash, de band van Peter Banks. Daarna formeerde hij zijn eigen band Badger, waarmee hij eerst het livealbum One Live Badger (1973) uitbracht, dat werd co-geproduceerd door Jon Anderson en daarna het studioalbum White Lady (1974), samen met Jackie Lomax.
Na een korte tourneetrip met David Bowie in 1975/1976 formeerde Kaye de band Detective, een band met licht funkige arrangementen, die de drie albums Detective (1977), It Takes One To Know One (1978) en Live (1979) uitbracht. Wonend in Los Angeles voegde hij zich in 1981 bij de band Badfinger. Net toen hij begon met het opnemen van een soloalbum, ontmoette hij Chris Squire toevallig op een feest en werd hij door deze uitgenodigd om te komen naar een vrijblijvende studiosessie. Dat leidde ertoe, dat Kaye zich aansloot bij de nieuw opgerichte band Cinema met Squire, Alan White en de Zuid-Afrikaanse gitarist, toetsenist en zanger Trevor Rabin.
Enkele sessies werden geproduceerd door Trevor Horn en een album werd voorbereid, toen Chris Squire Jon Anderson had uitgenodigd om de nummers te beluisteren. Anderson was zo onder de indruk van het materiaal, dat hij terugkeerde als leadzanger en Yes daardoor werd herboren.

### De albums 90125 en Big Generator
Kaye was bij de laatste opnamen en bij de video Owner of a Lonely Heart afwezig en werd korttijdig vervangen door Eddie Jobson, die ook in de video is te zien, maar hij was kort voor het uitbrengen van het album weer erbij. Het album 90125 was het bestverkochte van de band. Het album bevat hun enige nummer 1-hit Owner of a Lonely Heart in de Verenigde Staten en het nummer Cinema, dat een Grammy Award kreeg voor het beste instrumentale rocknummer van het jaar. De aansluitende wereldtournee duurde tot januari 1985. Van deze succesvolle tournee werd vervolgens de mini-lp 9012Live: The Solos en een video uitgebracht, die eveneens werd genomineerd voor een Grammy Award.
Het volgende album Big Generator werd in 1987 uitgebracht. Op dit album had Kaye enkele co-composer-credits, hij werkte nauw samen met Rabin, terwijl Jon Anderson voor voldongen feiten werd geplaatst, toen hij de stem opnam. Ontevreden met deze situatie, verliet Anderson na het einde van de volgende tournee de band om met de vroegere Yes-bezetting Bill Bruford, Steve Howe en Rick Wakeman een album op te nemen.
Squire, White, Rabin en Kaye werkten ondertussen aan nieuwe songs en in 1991 verenigden beide bands zich tot een achtkoppige bezetting. Het album Union werd op de markt gebracht, waarop songs van beide bands werden samengevoegd. Anderson bracht bij alle songs nog zijn onmiskenbare stem in, terwijl Squire op een nummer van de oorspronkelijke bezetting basgitaar speelde. Met het album in de bagage toerden ze in 1991 en 1992 Around the World in 80 Dates. In 1994 bracht de 90125-bezetting het laatste album Talk uit, waarop Kaye speelde. Ofschoon hij op het album zelf alleen hammondorgel speelde, gebruikte hij tijdens de aansluitende tournee weer een groot spectrum aan verschillende keyboards.

## Verdere carrière
Nadat hij zich een tijdlang had teruggetrokken uit de muziekbusiness, is hij sinds een paar jaren weer actief. Hij werkt af en toe mee bij de projecten van andere muzikanten, zoals bij de Neil Young-tributeband The Neil Deal, bij enkele studio-opnamen van Billy Sherwood, die Trevor Rabin erfde bij Yes, en bij Pink Floyd-tributealbums.
Meerdere (voormalige) Yes-muzikanten hadden zich in 2006 onder de naam Circa: samengevoegd tot een nieuwe band: Billy Sherwood (basgitaar, zang), Alan White, Tony Kaye (hammond, keyboards) en Jimmy Haun (gitaar, zang), eerder al te horen op Union en bij het Chris Squire Experiment. Terwijl de bezetting onderhevig was aan wijzigingen, is Kaye verder een vast bestanddeel van de band.
Kaye heeft samen met Billy Sherwood en Bobby Kimball (voorheen Toto) de band Yoso geformeerd. Het album van de band heet Elements (2010). Een promotietournee leidde de band in september/oktober naar Europa. Naast de songs van Elements werden ook nummers gespeeld van Yes en Toto. Tijdens de tournee met Yoso maakte Kaye bekend dat hij een eerste soloalbum over 9/11 zou gaan publiceren. Het op CD verschenen album heeft de naam "End of Innocence".

## Discografie
Solo
- End Of Innocence - verschenen 10-09-2021

Met Yes zie Yes
Met Badger
- 1973: One Live Badger
- 1974: White Lady
- 1993: Various artists: Affirmative: The Yes Solo Family Album

Met Detective
- 1977: Detective
- ????: It Takes One To Know One
- ????: Live

Met Badfinger
- 1979: Badfinger: Airwaves
- ????: Various artists: Hits Reunion
- ????: Various artists: The Legendary Sixties
- 1981: Badfinger: Say No More

Met Circa:
- 2007: Circa 2007
- 2008: Circa live
- 2009: Circa HQ
- 2009: Overflow
- 2011: And so on
- 2013: Live from here, there and everywhere
- 2016: Valley of the windmill

Met YOSO
- 2010: YOSO: Elements 2010 (cd)

Gastoptredens / anders
- 1972: Flash: Flash
- ????: The Bonzo Dog Doo-Dah Band: Let's Make Up and be Friendly
- 1974: Eddie Harris: E.H. in the U.K.
- 2002: Various artists: Pigs & Pyramids—An All Star Lineup Performing the Songs of Pink Floyd
- 2006: Various artists: Return to the Dark Side of the Moon

Compilaties
- 1999: Eddie Harris: In the U.K./Is It In
- 2001: Various artists: Nuggets II
- 2001: The Bonzo Dog Doo Dah Band: New Tricks
- 2004: Produced by Trevor Horn
- 2004: Badfinger: No Dice/Say No More
- 2005: Various artists: Back Against the Wall

Promo's en rariteiten
- 2002: Small Beginnings: Flashback: Small Beginnings: Flashback

- Bibsys: 1488830534940
- International Standard Name Identifier: 0000 0003 7273 126X
- Library of Congress Control Number: no2016059388
- MusicBrainz: ed4cbe86-f4df-47c9-9356-271e5709ccb5
- Nationale Bibliotheek van Tsjechië: ola2002151557
- Virtual International Authority File: 84963497